# Ивански, Мацей (футболист)
Ма́цей Ива́нски (пол. Maciej Iwański; 7 мая 1981, Краков, Польша) — польский футболист, полузащитник. Выступал за национальную сборную Польши.

## Биография

### Клубная карьера
Выступал за «Омаг» из Освенцима. Профессиональную карьеру начал в клубе «Уния» также из Освенцима в сезоне 1999/00. В 2000 году перешёл в клуб «Щаковянка». В сезоне 2002/03 играл вместе с командой в Экстраклассе. В Экстраклассе дебютировал 4 августа 2002 года в матче против краковской «Вислы» (1:1). По итогам сезона «Щаковянка» заняла 13 место в чемпионате и вылетали во Вторую лигу.
Зимой 2005 года в перешёл в любинское «Заглембе», в команде дебютировал 15 марта 2005 года в матче против КСЗО (1:1). В сезоне 2005/06 «Заглембе» заняло 3 место в чемпионате Польши, что позволило клубу выступать в еврокубках. В июле 2006 года «Заглембе» играло в Кубке УЕФА, где уступило белорусскому «Динамо» из Минска. Ивански провёл 2 матча и получил жёлтую карточку. В сентябре 2006 года мог перейти в турецкий «Антальяспор», Мацей прошёл медицинское обследование, но контракт с клубом не подписал. Сезон 2006/07 прошёл удачно для «Заглембе», в этом сезоне команда выиграла Экстраклассу. 22 июля 2007 года сыграл в матче за Суперкубок Польши против белхатувского ГКС (1:0), тогда «Заглембе» победило благодаря единственному голу Михала Голинского. Летом 2007 года «Заглембе» снова играло в евракубках, на этот раз проиграв в квалификации к Лиге чемпионов румынскому «Стяуа». Всего за «Заглембе» провёл 96 матчей и забил 27 голов.
Летом 2008 года перешёл в варшавскую «Легию», клуб за него заплатил 650 тысяч евро. Дебют за «Легию» пришёлся на матч квалификации Кубка УЕФА против белорусского «Гомеля» (0:0), Мацей начал матч в основе но на 74 минуте был заменён на Петра Роки. В следующем выездном матче «Легия» обыграла «Гомель» (1:4), Ивански забил 2 гола на 26 и 62 минуте в ворота Игоря Логвинова. В следующем раунде «Легия» уступила российской «Москве» и вылетела из турнира. Также Ивански принял участие в матче за Суперкубок Польши против извечного соперника «Легии», краковской «Вислы» 20 июля 2008 года тогда «Легия» выиграла (1:2), Ивански провёл все 90 минут. В Экстраклассе за «Легию» дебютировал 8 августа 2008 года в матче против варшавской «Полонии» (2:2), в этом матче Мацей забил гол на 49 минуте в ворота Себастьяна Пшировского. По итогам сезона 2008/09 «Легия» заняла 2 место в чемпионате уступив краковской «Висле». В Кубке «Легия» дошла до полуфинала где проиграла хожувскому «Руху».

### Карьера в сборной
В сборной Польши дебютировал 6 декабря 2006 года в товарищеском матче против ОАЭ (2:5), Мацей вышел на 56 минуте вместо Лукаша Гаргулы. В следующем матче против Эстонии (0:4), Ивански забил гол на 70 минуте в ворота Марта Поома. После сыграл в августе 2007 года в товарищеском матче против России (2:2). После за сборную сыграл спустя два года в отборочном матче на чемпионат мира 2010 10 октября 2009 года против Чехии (2:0), в этом матче Мацей получил предупреждении. В своей группе Польша заняла неожиданно 5 место, опередив только Сан-Марино и уступив Северной Ирландии, Чехии, Словении и Словакии.

## Достижения
- Чемпион Польши (1): 2006/07
- Серебряный призёр чемпионата Польши (1): 2008/09
- Бронзовый призёр чемпионата Польши (1): 2005/06
- Обладатель Суперкубка Польши (2): 2007, 2008